# Wojciech Trąmpczyński

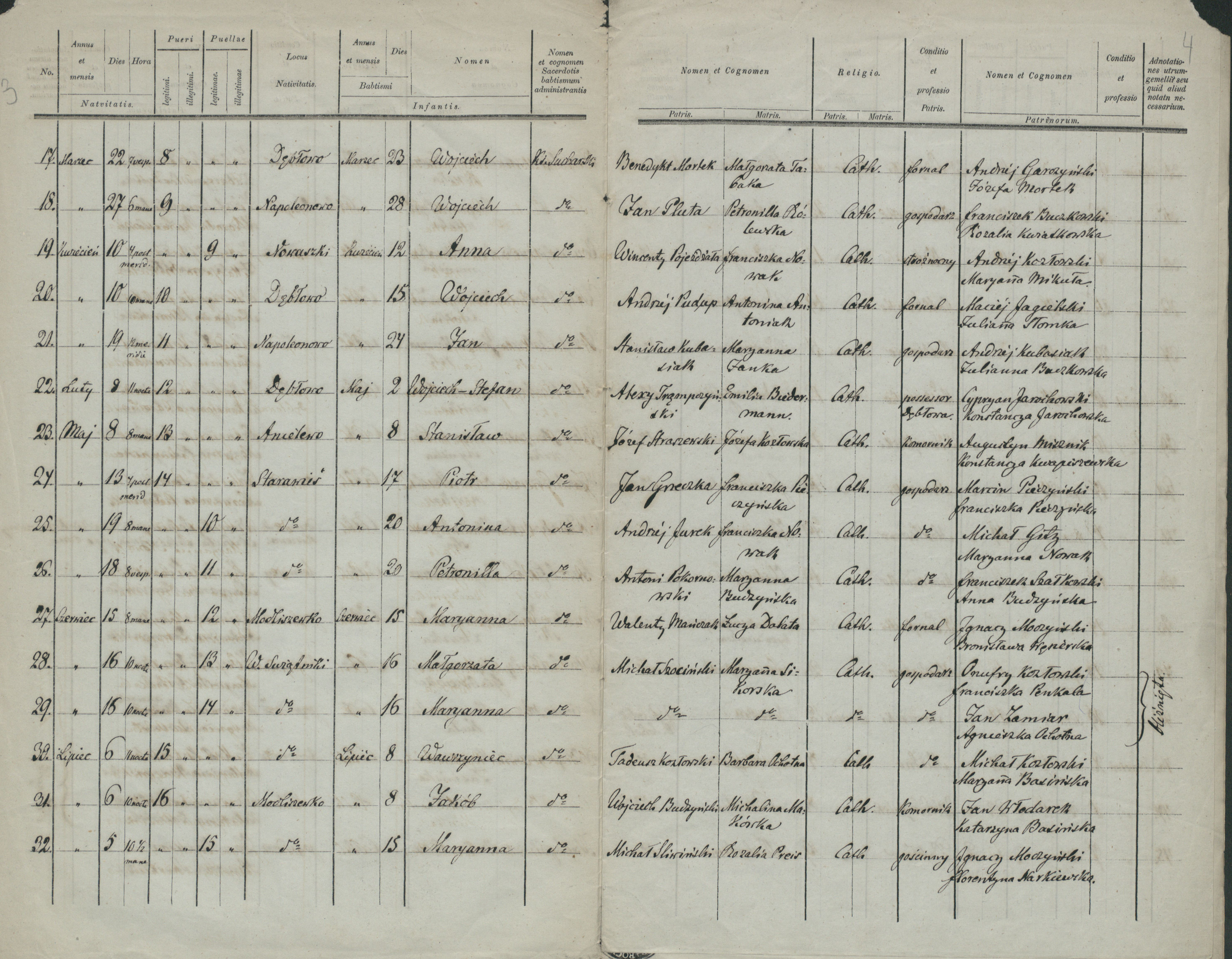
Akt urodzenia Wojciecha Trąmpczyńskiego

Wojciech Trąmpczyński (właśc. Stefan Wojciech, ur. 8 lutego 1860 w Dębłowie k. Gniezna, zm. 2 marca lub 2 września lub 19 października 1953 w Poznaniu) – polski polityk, prawnik, działacz Narodowej Demokracji, marszałek Sejmu i Senatu. Stał na czele władz administracyjnych podczas powstania wielkopolskiego. Był marszałkiem Sejmu Ustawodawczego (1919–1922), następnie w latach 1922–1927 marszałkiem Senatu I kadencji. Został członkiem dożywotnim Towarzystwa Miłośników Miasta Poznania.

## Życiorys

### Młodość
Był synem właściciela majątku ziemskiego, Aleksego i Emilii z Biedermannów. Oboje jego rodzice osierocili go, gdy był jeszcze dzieckiem, ale wychowywał się w atmosferze patriotycznej. Początkowo uczył się w szkole ludowej w Trzemesznie. Później uczęszczał do Gimnazjum św. Marii Magdaleny w Poznaniu. Podczas nauki w tej szkole wstąpił do Towarzystwa Tomasza Zana, w którym zdobywał wiadomości o polskiej literaturze i historii, które nie były mu przekazywane w trakcie edukacji w instytucji będącej narzędziem germanizacji. W 1877 roku zdał maturę. Następnie zdał na prawo na Uniwersytecie Berlińskim. Po pierwszym roku studiów przeniósł się jednak na Uniwersytet Wrocławski, pod wpływem antypolskich nastrojów panujących w stolicy Niemiec. Tam prowadził działalność w nielegalnym polskim młodzieżowym ruchu narodowym, jak również w legalnych organizacjach zrzeszających Polaków. Studia ukończył w 1881 roku, uzyskując stopień doktora praw.

### Kariera prawnicza
Po zakończeniu studiów, powrócił do Dębłowa. Próbował podjąć praktykę w Sądzie Okręgowym w Gnieźnie, jednak nie udało mu się to. Z tego powodu rozpoczął praktykę zawodową w Poznaniu jako referendariusz służby przygotowawczej na aplikacjach sędziowskiej i adwokackiej. Udało mu się zdać egzamin referendarski, dzięki czemu został mianowany asesorem sądowym, a później otrzymał nominację na adwokata i w 1886 roku otworzył w stolicy Wielkopolski własną kancelarię adwokacką. Specjalizował się w sprawach związanych z obrotem nieruchomościami, pomagając często Polakom, których władze niemieckie często zmuszały do sprzedawania ziemi pruskiej Komisji Kolonizacyjnej. Angażował się także w sprawach politycznych, takich jak obrona osób oskarżonych o posługiwanie się zabronionym przez ustawę o zgromadzeniach językiem polskim. W tym czasie brał także udział w tajnym nauczaniu języka polskiego. W 1892 roku otworzył swą kancelarię notarialną.
W 1901 został wybrany do rady miejskiej Poznania. W organie tym był jednym z głównych reprezentantów polskich mieszkańców miasta. Brał m.in. udział i zabierał głos w demonstracjach poparcia dla strajku dzieci wrzesińskich, jak również tych odbywających się podczas procesu ich rodziców w Gnieźnie. Radnym poznańskim był do 1911 roku.
Był także doradcą prawnym Banku Ziemskiego i dyrektorem poznańskiego Hotelu Bazar.
W 1907 rząd pruski wniósł ustawę wywłaszczającą Polaków. W odpowiedzi na nią Trąmpczyński napisał broszurę Recht muss Recht bleiben (niem. Prawo musi pozostać prawem), w której dowodził bezprawności uchwalenia wspomnianego aktu prawnego.

### Działalność polityczna w zaborze pruskim
W 1910 roku Trąmpczyński został posłem Sejmu Pruskiego z prowincji poznańskiej. W 1911 roku trafił do Reichstagu. 

Chociaż Trąmpczyńskiego zaliczano do grupy „młodych” posłów, bynajmniej nie był młodzikiem, karierę parlamentarną rozpoczynał bowiem w wieku co najmniej statecznym, bo lat 50, a więc dosyć późno. Mógł imponować postawą: wysoki, przystojny, dobrze zbudowany, żeby nie powiedzieć – tęgi, o dostojnej, senatorskiej prezencji, znakomitą, popartą doskonałą znajomością rzeczy i kulturą słowa wymową, szybko wybił się na czoło mówców parlamentarnych. Wielokrotnie ostro, z niezwykle celną argumentacją polemizował z nacjonalistycznymi wystąpieniami zarówno ministrów, jak i parlamentarzystów niemieckich, a przy okazji rzeczowo piętnował przed opinią publiczną pruską politykę germanizacyjną. Swą wnikliwą argumentacją odpierał zarzuty o radykalizmie narodowym Polaków i nienawiści wobec Niemców.

 Podczas swej działalności parlamentarnej związał się ze Związkiem Ludowo-Narodowym. W 1914 roku Trąmpczyński znalazł się w składzie tajnego Koła Międzypartyjnego (przekształconego w 1916 r. w Tajny Komitet Międzypartyjny), którego celem była współpraca z podobnymi polskimi organizacjami w innych zaborach i za granicą. W swych wypowiedziach parlamentarnych opowiadał się za jednością wszystkich ziem polskich i włączeniem zaboru pruskiego do przyszłego państwa polskiego.
Był członkiem Szwajcarskiego Komitetu Generalnego Pomocy Ofiarom Wojny w Polsce.
W lipcu 1918 roku wszedł w skład Centralnego Komitetu Obywatelskiego (CKO), utworzonego na podstawie Tajnego Komitetu Międzypartyjnego. CKO był kierownictwem politycznym współdziałającym z Komitetem Narodowym Polskim w Paryżu, który był uznawany przez państwa Ententy za polskie przedstawicielstwo. 7 października 1918 roku wraz z innymi członkami Koła Polskiego w parlamencie niemieckim, m.in. Władysławem Seydą i Wojciechem Korfantym, uznał się za obywatela polskiego i zażądał włączenia Wielkopolski do powstającego państwa polskiego. 11 listopada został wybrany na przewodniczącego Rady Ludowej miasta Poznania, w którą przekształcił się CKO. Pod jego kierownictwem prowadzono przygotowania do zwołanego 3 grudnia 1918 roku w Poznaniu Polskiego Sejmu Dzielnicowego.
8 grudnia 1918 roku, na posiedzeniu plenarnym Polskiego Sejmu Dzielnicowego, Trąmpczyński został wybrany na prezesa 80-osobowej Naczelnej Rady Ludowej. Później, w połowie grudnia, został wybrany naczelnym prezesem prowincji i rejencji poznańskiej. Jako wysoki urzędnik przyjmował w Poznaniu premiera pruskiego z SPD, Paula Hirscha.
28 listopada 1918 roku Naczelnik Państwa Józef Piłsudski wydał dekret o ordynacji wyborczej do Sejmu Ustawodawczego. Wybory odbyły się 26 stycznia 1919 roku; ich przeprowadzenie w dzielnicy pruskiej nie było możliwe, do Sejmu Ustawodawczego kolejny dekret dokonał kooptacji polskich posłów do Reichstagu; wśród nich był również Trąmpczyński.

### Marszałek Sejmu Ustawodawczego

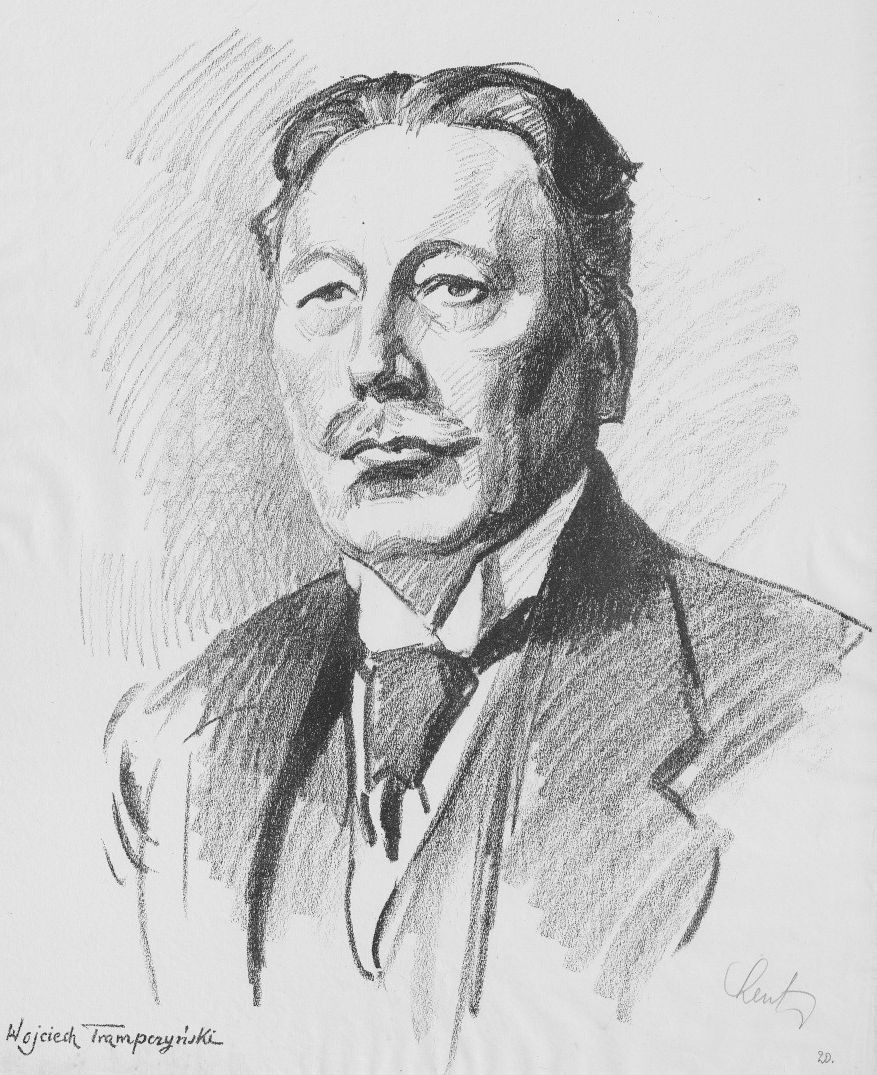
Portret z 1919 r., autorstwa Stanisława Lentza

W pierwszym dniu urzędowania Sejmu Ustawodawczego odbył się wybór marszałka izby. Na stanowisko to kandydowali, poza Trąmpczyńskim, także Wincenty Witos i Władysław Seyda. Ostatecznie 14 lutego 1919 roku ten pierwszy otrzymał 155 głosów, a kandydat ludowców – 149.
Tuż po wyborze Trąmpczyński zrezygnował z przynależności do partii politycznej. Już w pierwszym swoim wystąpieniu jako marszałek izby miał szansę udowodnić swoją bezstronność – sprzeciwił się powieszeniu w sali obrad Sejmu krzyża, co postulowali posłowie prawicowi, a sprzeciwiali się lewicowcy.  
5 czerwca 1919 roku Trąmpczyński ponownie wybrany został na funkcję marszałka. W głosowaniu otrzymał 186 głosów, a jego konkurent Błażej Stolarski 109. Miało to związek z sytuacją, w której marszałek odnowił swój mandat poselski w trakcie trwania kadencji - rozpoczął ją jako dawny poseł do Reichstagu, a następnie został wybrany w trakcie wyborów w Wielkopolsce.  

Trąmpczyński organizował od podstaw Kancelarię Sejmową. Przewodniczył także Obywatelskiemu Komitetowi Obrony Państwa podczas wojny z bolszewicką Rosją w 1920 roku. Po powrocie Józefa Piłsudskiego z wyprawy kijowskiej wygłosił przed kościołem św. Aleksandra w Warszawie na cześć Naczelnego Wodza entuzjastyczne przemówienie, porównując jego czyny do dokonań Bolesława Chrobrego, Jana Karola Chodkiewicza i Jana III Sobieskiego: 

Sejm cały nasz przez usta moje wita Cię Wodzu Naczelny, wracający ze szlaku Bolesława Chrobrego. Czynem orężnym zaświadczyłeś nie tylko o dzielności polskiego ramienia, ale wyrwałeś z piersi narodu i zamieniłeś w sztandar jego najlepszą tęsknotę, jego rycerstwo w służbie wolności narodów. Dzisiaj wie i widzi cały świat: Polska nie jest bezbronna! Naczelnemu Wodzowi naszej armii cześć!

 Stwierdził także, że wojska Piłsudskiego 

niosą dziś ludności zamieszkującej Wołyń, Podole i Kijowszczyznę – porządek i wolność.

Jako prawnik szczególną uwagę poświęcał pracom nad uchwaleniem konstytucji oraz unifikacji i kodyfikacji prawa. W czerwcu 1919 roku Sejm Ustawodawczy powołał Komisję Kodyfikacyjną RP i Komisję Konstytucyjną (pod przewodnictwem posła Edwarda Dubanowicza). Podczas prac nad ustawą zasadniczą Trąmpczyński postulował zawarcie kompromisu pomiędzy największymi ugrupowaniami sejmowymi. Marszałkiem Sejmu pozostawał także po uchwaleniu konstytucji marcowej – od marca 1921 do września 1922 roku. Z racji swoich uprawnień konstytucyjnych pełnił rolę rozjemcy pomiędzy Naczelnikiem Państwa a Sejmem przy tworzeniu kolejnych rządów.

### Marszałek Senatu

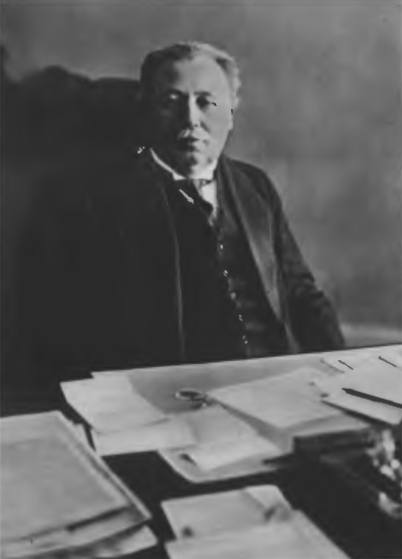
Trąmpczyński jako marszałek Senatu

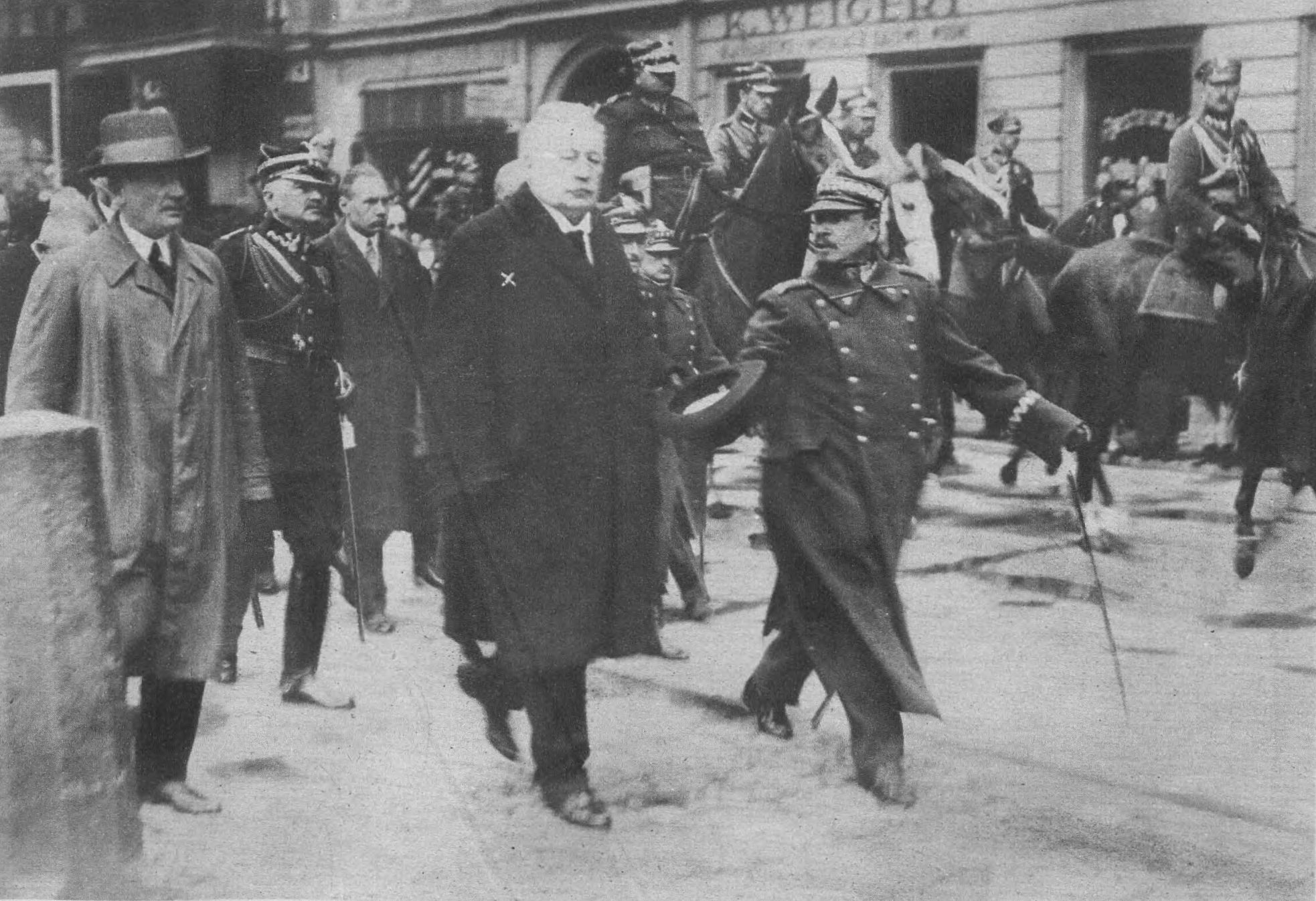
Trąmpczyński podczas powitania wojsk garnizonu poznańskiego, wracających do stolicy Wielkopolski po zamachu majowym

W 1922 roku kandydował w wyborach do Senatu z listy Chrześcijańskiego Związku Jedności Narodowej i uzyskał mandat. Kandydaturę Trąmpczyńskiego zgłoszono w wyborach na marszałka izby. Jego konkurentem był Ksawery Prauss z Polskiej Partii Socjalistycznej. Ostatecznie kandydaturę Trąmpczyńskiego poparło (poza ugrupowaniami endeckimi) także PSL „Piast”, co dało mu 1 grudnia 1922 roku stanowisko marszałka Senatu. Sprawował tę funkcję przez 5 lat. W tym czasie, obserwując zmieniające się szybko rządy i spadek poparcia dla parlamentu pośród wyborców, opowiadał się za wzmocnieniem władzy prezydenta i zmianą ordynacji wyborczej. Krytykował także Piłsudskiego. W 1926 roku mówił m.in. 

(…) ciągle jeszcze w Ministerstwie pokutuje myśl wyznaczenia p. Piłsudskiego w razie wojny na Naczelnego Wodza. I w tym widzę katastrofę grożącą państwu, bo jestem zdania, że pan Piłsudski nie posiada koniecznego na takie stanowisko wyższego wykształcenia wojskowego. Przekonanie to mam, jak wielu innych, już od roku 1920 (…) p. Piłusudski w 1920 r. nie złożył dowodów umiejętności prowadzenia wielkiej wojny. Jego dzieła Moje pierwsze boje i Rok 1920 wykazują pewne zdolności wojskowe, ale tylko w zakresie partyzantki. Tymczasem przyszła wojna nasza to będzie wojna organizacji i więcej będzie podobna do matematyki niż do romantycznej partyzantki.

Trąmpczyński był zdecydowanym przeciwnikiem przewrotu majowego. Pomimo tego nie był zwolennikiem sprowadzenia wojsk wiernych rządowi z Wielkopolski do walki z siłami Piłsudskiego. Uspokajał także bojowe nastroje po prawej stronie polskiej sceny politycznej, podejmując się roli mediatora – m.in. przywiózł do Poznania list nowego premiera, Kazimierza Bartla, w którym szef gabinetu gwarantował rządy prawa.
Po przejęciu władzy przez sanację był w opozycji do rządów marszałka Piłsudskiego i jego współpracowników. Zarzucał mu autorytaryzm, nadużycia i nieprzestrzeganie zasad państwa prawa. W 1927 roku został odznaczony Orderem Orła Białego.

### Poseł
4 marca 1928 roku został posłem na Sejm II kadencji z okręgu nr 33 Gniezno z listy Związku Ludowo-Narodowego. Jako członek izby prowadził parlamentarną działalność skierowaną przeciwko obozowi rządzącemu – szczególnie głośne były jego wystąpienia z mównicy sejmowej, w których piętnował naruszanie praworządności przez władze sanacyjne.
30 sierpnia 1930 roku prezydent Ignacy Mościcki rozwiązał obie izby parlamentu. 9 września aresztowano wielu polityków Centrolewu i wtrącono ich do twierdzy brzeskiej. Trąmpczyński i Władysław Seyda również znaleźli się na liście osób przeznaczonych do aresztowania, ale – zgodnie z niepotwierdzonymi informacjami – prywatna interwencja, być może u samego Piłsudskiego, uchroniła ich przed zamknięciem w więzieniu.

W listopadzie 1930 roku ponownie został posłem (z okręgu nr 33 Gniezno), uzyskując 45 596 głosów. Zeznawał także w procesie brzeskim jako świadek obrony. O jego wystąpieniu podczas procesu pisał Andrzej Garlicki:

Mówił o łamaniu prawa przez rządy pomajowe, o fałszowaniu wyborów, o zbrodniach politycznych. Tego, sędziwego już wówczas, polityka prawicy nic, w sensie ideowym, nie łączyło z oskarżonymi. Tym większą wagę miały jego zeznania.

 W swych wystąpieniach sejmowych Trąmpczyński piętnował ograniczanie przez władze autonomii uniwersytetów, niezawisłości sędziowskiej, krytykował także utworzenie obozu w Berezie Kartuskiej. Był również przeciwnikiem konstytucji kwietniowej, kwestionując legalność jej uchwalenia. Mówił o niej m.in.: 

Twierdzimy wciąż i twierdzić będziemy, że nowa konstytucja zupełnie nielegalnie doszła do skutku.

 Nie kandydował w 1935 roku z powodu bojkotu wyborów, zorganizowanego przez endecję. W tym czasie sympatyzował z Frontem Morges, ale ze względu na podeszły wiek ograniczał swą działalność polityczną.

### Ostatnie lata

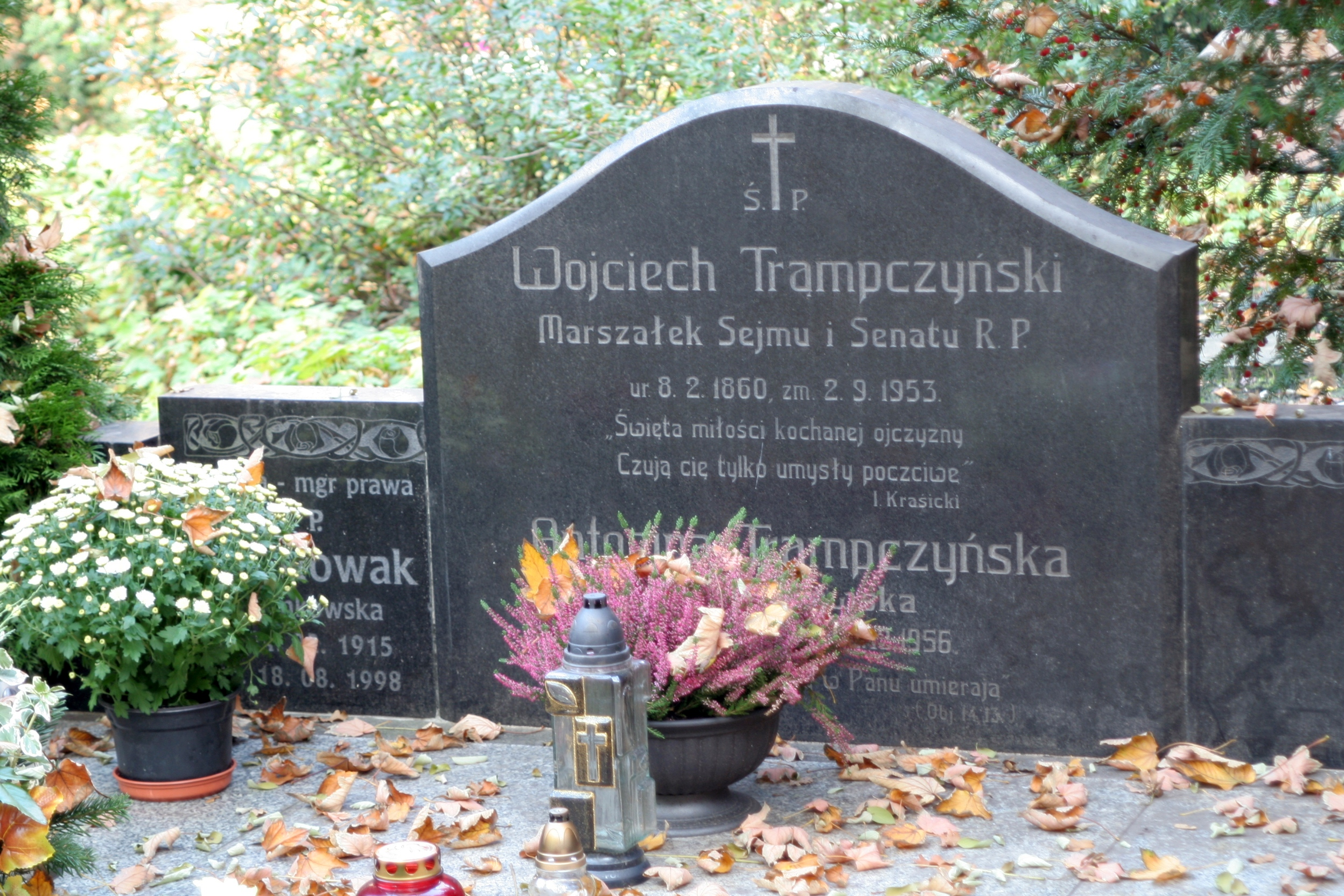
Grób Wojciecha Trąmpczyńskiego na cmentarzu Zasłużonych Wielkopolan w Poznaniu

1 września 1939 roku przebywał w Poznaniu. Po zakończeniu kampanii wrześniowej i rozpoczęciu niemieckiej okupacji Polski został wysiedlony do Generalnego Gubernatorstwa. Znalazł się w Warszawie. Tam utrzymywał kontakty polityczne m.in. z Cyrylem Ratajskim, Delegatem Rządu RP na Kraj. Po wybuchu powstania warszawskiego przez kilka miesięcy mieszkał w Milanówku. Wiosną 1945 roku wrócił do Poznania. Tam zmarł w wieku 93 lat. Został pochowany na cmentarzu Jeżyckim. 29 października 1987 roku jego prochy zostały ekshumowane i pochowane na cmentarzu Zasłużonych Wielkopolan na Wzgórzu św. Wojciecha w Poznaniu. Na jego grobie wyryto maksymę: Święta miłości kochanej ojczyzny / Czują cię tylko umysły poczciwe pochodzącą z Hymnu do miłości Ojczyzny Ignacego Krasickiego.

## Życie prywatne
Wojciech Trąmpczyński był mężem Antoniny Jankowskiej (23 grudnia 1872 – 12 grudnia 1956).

### Wywód genealogiczny
| Wojciech Trąmpczyński 1768–1846 | Wojciech Trąmpczyński 1768–1846 |                                       |                                       | Marianna Nieżychowska ok. 1776–1853 | Marianna Nieżychowska ok. 1776–1853 |  |  | Józef Biedermann ur. 1782 | Józef Biedermann ur. 1782 |                            |                            | Emilia Przanowska ur. 1803 | Emilia Przanowska ur. 1803 |
|                                 |                                 |                                       |                                       |                                     |                                     |  |  |                           |                           |                            |                            |                            |                            |
|                                 |                                 |                                       |                                       |                                     |                                     |  |  |                           |                           |                            |                            |                            |                            |
|                                 |                                 | Aleksy Cyprian Trąmpczyński 1812–1863 | Aleksy Cyprian Trąmpczyński 1812–1863 |                                     |                                     |  |  |                           |                           | Emilia Biederman 1827–1868 | Emilia Biederman 1827–1868 |                            |                            |
|                                 |                                 |                                       |                                       |                                     |                                     |  |  |                           |                           |                            |                            |                            |                            |
|                                 |                                 |                                       |                                       |                                     |                                     |  |  |                           |                           |                            |                            |                            |                            |
|                                 |                                 |                                       |                                       |                                     |                                     |  |  |                           |                           |                            |                            |                            |                            |

|  |  |  |  | Wojciech Trąmpczyński 1860–1953 |

Źródło: M.J. Minakowski, Genealogia potomków Sejmu Wielkiego

## Odznaczenia i upamiętnienie

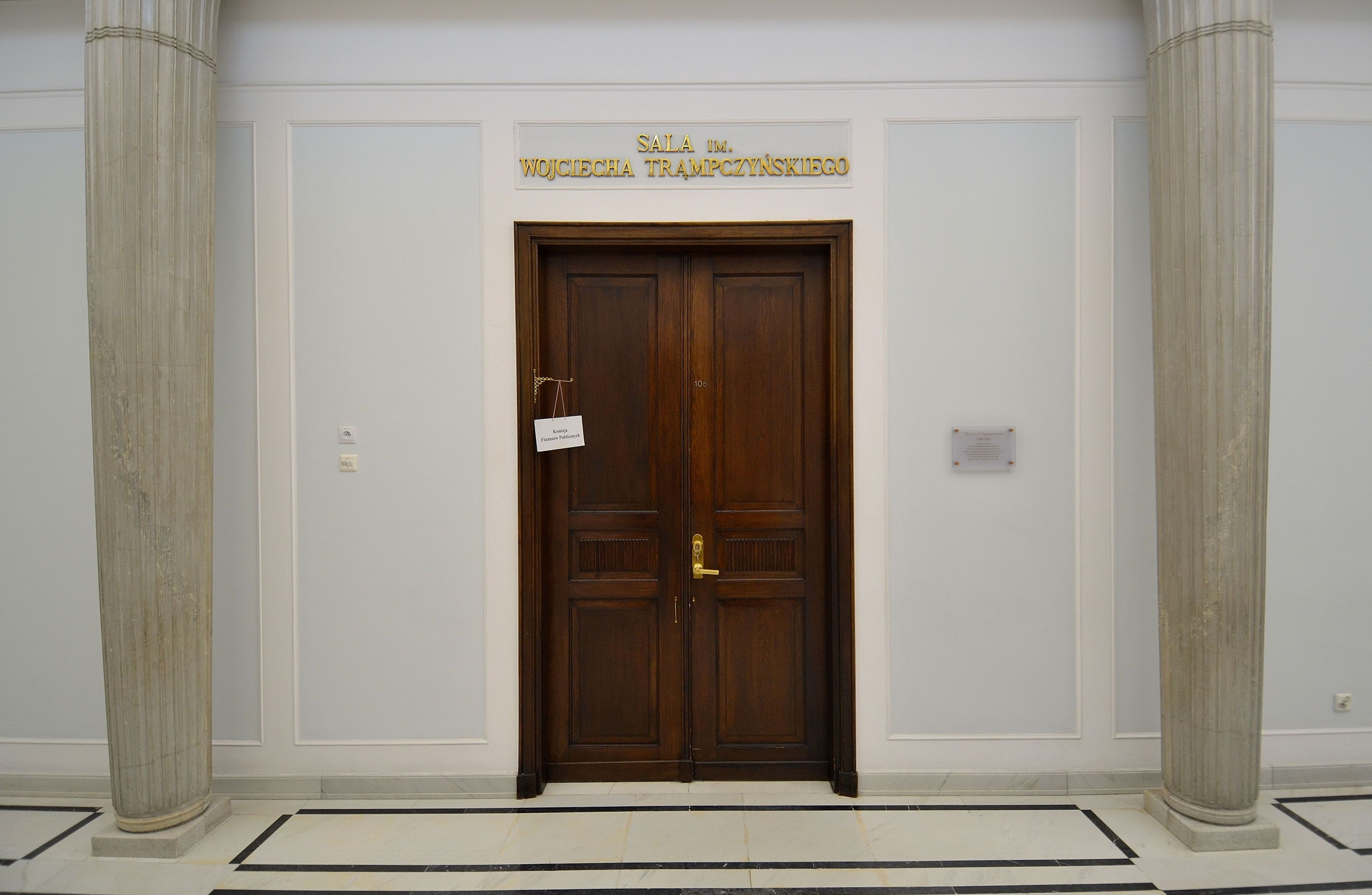
Sala im. Wojciecha Trąmpczyńskiego w Sejmie RP

### Odznaczenia
- Order Orła Białego (11 lipca 1921)[19],
- Krzyż Wolności I klasy (Estonia),
- Order Piusa IX[20] (Watykan),
- Honorowe Obywatelstwo Miasta Poznania (1920).

### Upamiętnienie
- 15 czerwca 1919 Poczta Polska wydała serię 7 znaczków dla upamiętnienia pierwszej sesji Sejmu Ustawodawczego. Na dwóch znaczkach, każdy o wartości 20 fenigów (numery katalogowe 109 i 110), znajduje się wizerunek Marszałka Sejmu Wojciecha Trąmpczyńskiego[21].
- 5 września 2013 wmurowano na ścianie budynku Urzędu Wojewódzkiego w Poznaniu tablicę pamiątkową upamiętniającą Wojciecha Trąmpczyńskiego[22].
- Jedna z sal posiedzeń komisji, w Korytarzu Marszałkowskim Sejmu RP, nosi nazwę „Sala im. Wojciecha Trąmpczyńskiego”[23]
- W listopadzie 2013 w budynku Starostwa Powiatu Gnieźnieńskiego odsłonięto pamiątkową tablicę a sali sesyjnej Rady Powiatu nadano nazwę „Sala im. Stefana Wojciecha Trąmpczyńskiego”[24]
- Wizerunek Wojciecha Trąmpczyńskiego widnieje na rewersie srebrnej monety kolekcjonerskiej o nominale 10 złotych wyemitowanej przez Narodowy Bank Polski w 2019 r. w celu upamiętnienia Sejmu Ustawodawczego[25].
- Wizerunek Trąmpczyńskiego widnieje na wydanym w 2019 r. przez Pocztę Polską w nakładzie 144 tys. sztuk znaczku pocztowym o nominale 5 złotych upamiętniającym setną rocznicę Sejmu Ustawodawczego[26].
- W 2020 r. Poczta Polska wyemitowała w nakładzie 120 tys. sztuk serię znaczków pocztowych „Marszałkowie Sejmu II RP”. Na jednej z dołączonych do bloku przywieszek widnieje wizerunek Trąmpczyńskiego[27].
- W 2022 r. Poczta Polska wyemitowała w nakładzie 120 tys. sztuk należący do serii „Marszałkowie Senatu II RP” znaczek pocztowy o nominale 3,90 zł upamiętniający Wojciecha Trąmpczyńskiego[28].
- Marszałek Wojciech Trąmpczyński występuje w filmie Śmierć prezydenta w reżyserii Jerzego Kawalerowicza. W jego postać wcielił się Roman Sikora.